# Maligni tumor
Maligni tumor или zloćudni rak je abnormalna masa tkiva koja nastaje kao rezultat nekontrolisanog rasta ćelija. Svetska zdravstvena organizacija klasifikuje tumore u četiri glavne grupe: benigne (zločudne) tumore, tumore in situ, maligne (zloćudne) tumore, i tumore neizvesnog ili nepoznatog ponašanja. Maligni tumor se označava i kao kanceri. Pre abnormalnog rasta (poznatog kao neoplazija), ćelije često podležu abnormalnom obrascu rasta, kao što je metaplazija ili displazija.
Međutim, metaplazija ili displazija ne napreduju uvek do neoplazije. Rast neoplastičnih ćelija premašuje, i nije koordinisan sa rastom normalnih tkiva oko njih. Rast se istrajno nastavlja u istom maniru prekomerno, čak i nakon prestanka dejstva stimulusa. što obično uzrokuje nastanak čvorića ili tumora u obolelom delu tela.

## Epidemiologija
Morbiditet/mortalitet
Pored kardiovaskularnih bolesti, maligni tumori su vodeći uzročnik smrti u savremenom svetu. Svaki četvrti muškarac i svaka peta žena umiru od neke maligne bolesti. Preko 90% bolesnika sa malignim tumorom umire zbog pojave metastaza
Muško-ženski odnos
Karcinom dojke je najčešća maligna bolest žena, dok su karcinomi pluća i prostate najčešće maligne bolesti muškaraca. Zbog toga se ove tri maligne bolesti definišu kao maligne bolesti sa najvećom incidencijom. Kod karcinoma pluća, visoku incidenciju prati i visok mortalitet. U razvijenim zemljama, i pored visoke incidencije, smrtnost od karcinoma dojke i prostate je mala.
Životna dob
Najčešće maligne bolesti dece su leukemije. U Evropi trenutno živi i radi oko 400.000 ljudi koji su u detinjstvu izlečeni od različitih malignih tumora
Međutim, bez obzira na ohrabrujuće rezultate, rak je i dalje vodeći uzrok smrtnosti u pedijatrijskoj populaciji nakon prve godine života.
Geografske razlike
Epidemiološke studije pokazuju određenu pravilnost u geografskoj zastupljenosti pojedinih vrsta malignih bolesti. Tako je jedna vrsta malignog tumora jetre (hepatocelularni karcinom) retka u zapadnom svetu, a česta u Kini i okolnim zemljama Dalekog istoka. Karcinom pluća je vodeći tumor „trećeg sveta“, verovatno kao posledica velikog broja pušača.

## Etiopatogeneza
Tumori se dele na benigne (dobroćudne) i maligne (zloćudne). Osnovna razlika između benignih i malignih tumora je ta što maligni tumori imaju sposobnost invazije i metastaziranja. 
Neoplastična transformacija ćelija
Maligne bolesti nastaju neoplastičnom transformacijom ćelija i tkiva. Neoplastična transformacija je proces narušavanja tkivne homeostaze u pravcu nekontrolisane proliferacije ćelija i inhibicije ćelijskog umiranja po tipu apoptoze. Neoplastična transformacija je višestepeni proces. Svaki stepen karakterišu genetičke i epigenetičke izmene koje dovode do transformacije neizmenjene („normalne“) ćelije u malignu. Poznato je da se, u toku procesa neoplastične transformacije, u ćelijama gube različiti kontrolni mehanizmi, što dovodi do uvećanja potencijala rasta, izmena na ćelijskim membranama, kariotipskih abnormalnosti, morfoloških i biohemijskih izmena, i izmena drugih ćelijskih osobina. Kao posledica svih tih promena dolazi do nekontrolisane deobe ćelija i formiranja malignog tumora.
Kancerogen
Kancerogen je svaka supstanca ili agens koji indukuje razvoj maligne bolesti. Kancerogeni su često, mada ne i obavezno, i mutageni i teratogeni. Uopšteno, slično mutagenima, razlikujemo hemijske, fizičke i biološke kancerogene.

## Podela tumоra na osnovu vrste ćelija ili tkiva
Prema najopštijoj podeli, maligni tumori se dele se na osnovu vrste ćelija ili tkiva od kojih su se razvili, i to na: 
- Epitelne tumore – karcinomi, mezenhimski tumori
- Tumore vezivnog tkiva — među kojima su najpoznatiji sarkomi.
- Tumore sačinjene od epitelnih i mezenhimskih ćelija — npr. karcinom dojke.
- Limfome i leukemije — maligne tumore krvi i ćelija koštane srži.
- Tumore nervnih ćelija — koji se razvijaju na nervnom tkivu i krvnim sudovima mozga, meningeama, intrakranijalnim delovima moždanih živaca, embrionalnim defektima, hipofizi, epifizi i unutrašnjoj površini kranijuma.[4]
- Embrionalne tumore — koji nastaju usled patološke proliferacije tkiva tokom organogeneze i mogu se naći u mozgu (meduloblastom), simpatičkom nervnom sistemu (neuroblastom), u bubregu se lokalizuje nefroblastom ili Vilmsov (Wilms) tumor, u oku retinoblastom, u jetri hepatoblastom, a embrionalni rabdomiosarkom spada u sarkome mekih tkiva.

Pored pušenja, veruje se da na razvoj malignih tumora negativni efekat imaju i neke druge životne navike, kao što je alkoholizam, gojaznost, kalorična ishrana, rana seksualna aktivnost, promiskuitet. Zagađenje radne i životne sredine, zračenje, infektivni agensi, samo su neki od faktora spoljašnje sredine koji se takođe dovode u vezu sa razvojem pojedinih vrsta malignih bolesti.

## Metastaziranje
Metastaziranje je pojava „širenja“ tumora sa mesta nastanka na druga tkiva i organe. Proces kojim se odigrava metastaziranje (metastatsko širenje bolesti) može biti putem krvotoka ili limfnim putem. Na drugim tkivima ili organima metastatski proces se detektuje u vidu ćelijskih skupina ili formiranih novih tumora istog porekla.

## Komplikacije
Komplikacije malignih tumora se dele na urgentne, akutne i kasne. 
Urgentne komplikacije
Nastaju od same bolesti.Tako npr. sindrom lize tumora kod hiperleukocitoze u ALL, sindromu gornje šuplje vene kod limfoma lokalizovanog u prednjem medijastinumu, diseminovana intravaskularna koagulopatija (DIK) kod promijelocitne leukemije, kompresija različitih tumora na vitalne organe itd. 
Akutne komplikacije
Ove vrste komplikacija mogu da budu blage i životno ugrožavajuće. Akutne komplikacije se dele po zahvaćenim organima i sistemima, i prikazane su na ovoj tabeli:
| Akutne komplikacije organskog sistem | Znaci i simptomi                                                                          |
| ------------------------------------ | ----------------------------------------------------------------------------------------- |
| Kardiopulmonalne                     | Trehobronhijalna kompresija, tamponada srca                                               |
| Gastrointestinlne                    | Oralni mukozitis, ezofagitis, gastritis ulkus, tifitis, akutni pankreatitis               |
| Bubrežne                             | Tubulopatija, proteinurija, akutna bubrežna insuficijencija                               |
| Jetrene                              | Akutna insuficijencija jetre                                                              |
| Neurološke                           | Posteriorni reverzibilni encefalopaltski sindrom, encefalopatija                          |
| Mišićno-skeletne                     | Osteopenija, osteoporoza, osteonekroza                                                    |
| Metaboličke                          | Kušingov sindrom, elektrolitski i acidobazni disbalans, sindrom neadekvatne sekrecije ADH |
| Hematološke                          | Poremećaji hemostaze, anemija, trombocitopenija, neutropenija                             |
| Infektivne                           | Fibrilna neutropenija, sepsa, gljivične infekcije, hepatitis C/B, HIV                     |
| Psihičke                             | Depresija, agitacija, samoubilački pokušaji, agresija prema okolini                       |
| Opšte                                | Alopecija, malaksalost, kaheksija                                                         |

### Kasne komplikacije
Mogu da budu prolazne i trajne. Kasne komplikacije takođe zahvataju brojne organe i sisteme, na prvom mestu: bubrege, jetru, štitastu žlezdu, utiču na neurološki, hormonski i kognitivni status.
Jedna od ključnih briga roditelja dece obolele od raka jeste pitanje njihovog potomstva. Plodnost je vrlo verovatna kod većine pacijenata nakon završenog lečenja, ali nije zagarantovana. Zavisi od stadijuma/grupe rizika, a samim tim i modaliteta lečenja. Operativni zahvat u cilju izlečenja maligne bolesti koji direktno ugrožava fertilitet (npr. orhiektomija, ovariektomija), zračna terapija pelvisa, primena određenih citostatskih agenasa i TMĆH, značajno smanjuju šanse za potomstvo. Postoji mogućnost da se izvrši krioprezervacija jajnih ćelija ili semene tečnosti pre početka lečenja, u cilju kasnije fertilizacije.

## Spoljašnje veze
|  | Molimo Vas, obratite pažnju na važno upozorenje u vezi sa temama iz oblasti medicine (zdravlja). |